# ماري من هوهنشتاوفن
ماري من هوهنشتاوفن (بالألمانية: Maria von Staufen)‏ (3 أبريل 1201 - 29 مارس 1235) هي من سلالة هوهنشتاوفن؛ وأيضا هي المعروف ماري الشوابية، هي الابنة الثانية لـ فيليب السوابي ملك ألمانيا وإيرين أنجيلينا دي القسطنطينية، كانت الزوجة الأولى لـ هنري الثاني، دوق برابانت مع ذلك لم تصبح دوقة برابانت ولوثير، لأنها توفيت قبل ستة أشهر قبل أن يصل زوجها إلى ألقابه.

## الزواج والأبناء
تزوجت هنري، ولديهم ستة أبناء:-
1. ماتيلدا (14 يونيو 1224 - 29 سبتمبر 1288) تزوجت من روبرت الأول، كونت أرتوا،[2] ثم من غي الأول دي شاتيون، كونت سانت بول.
2. بياتريكس (1225 - 11 نوفمبر 1288) تزوجت من هاينريش، لاندغراف تورينغيا، ثم من ويليام الثالث دي دامبيير، كونت فلاندرز.
3. ماري (1226 - 18 يناير 1256) تزوجت من لودفيغ الثاني دوق بافاريا.
4. مارغريت (توفيت. 14 مارس 1277)؛ راهبة.
5. هنري الثالث، دوق برابانت (1230 - 28 فبراير 1261).
6. فيليب، توفي صغيراً.